# Hersteld Apostolische Zendingkerk
Die Hersteld Apostolische Zendingkerk (dt.:Erneuerte Apostolische Missionskirche) ist eine christliche, chiliastisch ausgerichtete Religionsgemeinschaft in der Tradition der apostolischen Gemeinschaften. Sie wurzelte in der katholisch-apostolischen Bewegung, aus der sie sich 1863 löste. In den Jahren 1969–1971 kam es innerhalb dieser Gemeinschaft zu starken Spannungen, die zu einer Aufspaltung in drei Teile führte:
- die Hersteld Apostolische Zendingkerk
- die Hersteld Apostolische Zendingkerk II
- die Hersteld Apostolische Zending Kerk – stam Juda

## Selbstverständnis
Jede der Kirchen sieht sich selbst ungeachtet der Spaltung von 1969 als die kontinuierliche Fortsetzung der von Apostel F. W. Schwarz 1863 begründeten Kirche. Den Auftrag der Kirche sieht man in der „Sendung der Apostel an die Christenheit“, um diese durch das Wirken der Apostel auf die nahe Wiederkunft Christi vorzubereiten.
Die Kirchen sind tendenziell exklusiv ausgerichtet.

## Lehre
Die Bibel ist die unwandelbare Basis der Glaubenslehre. Neben den Sakramenten der Taufe und des Abendmahls kennt die Kirche – wie alle apostolischen Gemeinschaften – das Sakrament der Versiegelung. Man erwartet die nahe Wiederkunft Christi. Die Kirche wird bedient durch das sog. „Vierfache Amt“ der Apostel, Propheten, Evangelisten, Hirten und Lehrer. Für die Eschatologie ist das Buch für unsere Zeit prägend, in welchem die Auslegung der Johannesoffenbarung durch Apostel Schwarz niedergeschrieben ist.

## Leitung und Verbreitung

### Hersteld Apostolische Zendingkerk
Nach Georg Schmid existieren in den Niederlanden zehn und in Deutschland drei Gemeinden.

### Hersteld Apostolische Zendingkerk II
Nach Georg Schmid gibt es in den Niederlanden zwei Gemeinden mit insgesamt 200 Mitgliedern sowie einige kleine Kreise in Deutschland und Südafrika.
Nach eigener Aussage hat die Hersteld Apostolische Zendingkerk II in den Niederlanden Gemeinden in Amersfoort, Amsterdam, Arnhem, Enkhuizen, Groningen, Den Haag, Haarlem, Utrecht, Wageningen und in Zeeland. Die Kirche zählt in etwa 500 Mitglieder. Verbunden mit der niederländischen HAZK II sind die Apostolische Sendungskirche in Deutschland mit einigen hundert Mitgliedern in drei Gemeinden (in Braunschweig, Völklingen und Mülheim an der Ruhr) unter der Leitung von Apostel Klessinger, sowie die L’Eglise Missionaire Apostolique zu Congo mit rund tausend Mitgliedern.

### Hersteld Apostolische Zending Kerk – stam Juda
Es bestehen Gemeinden in Amsterdam und Arnhem.

## Geschichte

### Entstehung und Vorgeschichte (1863/64)
Der Großteil der Glieder der katholisch-apostolischen Gemeinde zu Hamburg wurde nach der Anerkennung eines 1863 neugerufenen Apostels aus der Gemeinde der katholisch-apostolischen Christen ausgeschlossen (exkommuniziert). Durch diesen Ausschluss entstand die Allgemeine christliche apostolische Mission (AcaM). Wichtige Rollen spielten damals der Prophet Heinrich Geyer, der die umstrittene Rufung vornahm, und der Bischof und Engel der Gemeinde zu Hamburg Friedrich Wilhelm Schwarz.
Schon im Frühjahr 1863 waren die „Sendungsevangelisten“ Franz Hübner, Meyersahm und Ahlin aus Hamburg nach Holland geschickt worden. Schwarz wurde am Pfingstmontag den 27. Mai 1863 durch eine Weissagung aus der Gemeinde zum Apostel gerufen und in die Niederlande geschickt, um dort Gemeinden zu gründen. Er erreichte im September 1863 Amsterdam, wo er recht schnell eine blühende Gemeinde gründete, die unter dem Namen „Apostolische Zending“ (dt.: Apostolische Mission) firmierte.
Schwarz wurde von der „Sendungsgemeinde zur Verbreitung der Wahrheit“, einer pietistischen Gemeinde mit Sitz in Enkhuizen, eingeladen zu predigen, nachdem in ihrer Mitte von seiner Tätigkeit in Amsterdam Kunde genommen wurde. Diese Gemeinschaft schloss sich geschlossen Schwarz' Anliegen an und bildete den Grundstock der Apostolische Zending in Enkhuizen. Kleinere Gemeinden entstanden in den Folgejahren in knapper Folge in Haarlem, IJmuiden und Hoorn.

### Verbindung zur Allgemeinen christlich apostolischen Mission in Hamburg (1865–1895)
Schon bald kam es zu Spannungen zwischen der niederländischen Apostolischen Zending (AZ) und der deutschen Schwestergemeinschaft ACAM aufgrund der Entscheidung von Schwarz die alten (katholisch-apostolischen) liturgischen Dienste sowie die liturgische Kleidung abzuschaffen und durch ein schlichtes, calvinistisches Ritual zu ersetzen.
Im Jahr 1865 traf sich Schwarz mit dem Evangelisten der katholisch-apostolischen Gemeinde Max von Pochhammer in s´Gravenhage zu einem öffentlichen Disput über die Trennung 1863, der jedoch für keine der beiden Seiten zufriedenstellend endete.
Schwarz pflegte in den ersten Jahren gute Kontakte zur Freien Evangelischen Gemeinde unter ihrem Pastor Jan de Liefde, der Gründer der Vereinigung zum Heil des Volkes (Vereniging tot Heil des Volks). Etliche Würdenträger und Mitglieder dieser Gemeinschaft ließen sich in der Folge in der AZ von Schwarz versiegeln, u. a. F. W. Menkhoff. Jener wurde bald (1867) als Evangelist (sogenannter Sendungsevangelist) nach Bielefeld gesandt, denn auch Westfalen galt als Wirkungsgebiet von Apostel Schwarz. 1869 wurde Menkhoff zum Engel ordiniert und 1872 zum Apostel für Westfalen gerufen, wo er bereits etliche Gemeinden gegründet hatte. 1869 entstand Kontakt zwischen Schwarz und Groenewegen, welcher auf Basis von Notizen und Auslegungen von Schwarz das Buch für unsere Zeit (Het Het Boek voor onze tijd) schrieb.
Nachdem Preuß 1878 gestorben war, wurde in Hamburg das Gemeindemitglied Güldner vom Prophet Geyer zum Apostel gerufen. Diese Rufung wurde jedoch von einem Teil der Hamburger Gemeinde nicht anerkannt, ebenso lehnten die Apostel Schwarz und Menkhoff die Rufung von Güldner als ungültig ab. Ein Großteil der Hamburger Gemeinde trennte sich daraufhin unter Geyer und Güldner von der Bewegung und firmierte in Hamburg weiterhin als AcaM. Die verbliebene Restgemeinde blieb unter Leitung des Ältesten Krebs und unter Betreuung durch den Apostel Menkhoff in Verbindung mit der Apostolischen Zending.
Schwarz genoss bei den mittlerweile in etlichen Ländern wachsenden Gemeinden der neuapostolischen Bewegung hohes Ansehen. Trotz der starken Autonomität der einzelnen Aposteln in ihren Arbeitsgebieten, den sogenannten Stämmen, genoss Schwarz darüber hinaus das höchste Ansehen und galt weit über die Niederlande hinaus als größte apostolische Autorität der frühen neuapostolischen Bewegung. Spätestens ab 1893 wurde nicht mehr der Name Apostolische Zending, sondern Hersteld Apostolische Zendingkerk geführt.

### Die Lehre vom „Neuen Licht“ und die Trennung (1895–1897)
Als Menkhoff im Mai 1895 starb, bevorzugte Krebs, dass Hermann Niehaus der Nachfolger des Apostels für Westfalen wurde. Es kam zu ersten Spannungen in den Gemeinden der Apostolischen Zending, denn wiederum (wie schon 1878 in Hamburg) wurde, vor allem unter Einfluss des nunmehrigen Apostels Krebs, durchgesetzt, dass bei der Neubesetzung einer vakanten Apostelstelle die Rolle des Prophetenamtes nahezu gen Null tendierte. Diese Auffassung, dass das prophetische Licht auch dem Apostelamt inneliege und somit nicht unbedingt des Tätigwerdens eines kirchlichen Propheten benötige wird oftmals die „Lehre vom neuen Licht“ betitelt.
Ein halbes Jahr später, am 6. Dezember 1895, starb der Apostel Schwarz auch. Bis zur Neubesetzung des Apostelamtes für die Niederlande wurde von den Gemeinden der Apostolischen Zending Krebs als „Verwalter-Apostel“ tätig, bis ein Nachfolger durch einen von kirchlichen Propheten in einem speziell gehaltenen Rufungsgottesdienst benannt werden würde. Unterdessen wurde die Trauerzeit von zwölf Wochen von Krebs auf ein Jahr und sechs Wochen verlängert und Niehaus, welcher ausreichend gut Niederländisch sprechen konnte, wurde in die Niederlande gesandt, um die holländischen Ämter für das „neue Licht zu gewinnen“, so wie Krebs Lehre spöttisch von den Gegnern (insbesondere den immer stärker opponierenden Propheten) genannt wurde. 
Als in den niederländischen Gemeinden Stimmen laut wurden, dass Krebs selbst einen neuen untertänigen Apostel ernennen würde, verlangten die etliche Ämter der Amsterdamer Hauptgemeinde, dass der „Rufungsgottesdienst“ bald entsprechend den vorgeschriebenen Richtlinien gehalten werden würde. Dieser wurde am 17. Januar 1897 angesetzt und durch Krebs und Niehaus geleitet. In diesem Gottesdienst wurde der Amsterdamer Diakon Martinus van Bemmel zum Apostel für die Niederlande (bezeichnet als der Stamm 'Juda') durch eine große Anzahl von Prophetien und Visionen gerufen. Er wurde durch die Gemeinde als Apostel proklamiert und eingesetzt. 
Als Van Bemmel nicht Krebs' Oberautorität anerkennen wollte (und es wohl auch zu lehrmäßigen Differenzen kam), informierte Krebs schriftlich am 28. Februar 1897 Van Bemmel, dass er vom Amt des Apostels abgesetzt worden sei.
Jacob Kofman aus Hoorn – welcher aus der pietistischen „Sendungsgemeinde zur Verbreitung der Wahrheit“ stammte, die sich 1863 der Apostolischen Zending angeschlossen hatte – sammelte, gestützt durch Krebs und Niehaus, hinter sich die Mitglieder, welche sich gegen Van Bemmel stellten. Ungefähr die Hälfte der damals tausend Mitglieder zählenden Apostolischen Zending trennten sich. Diese Mitglieder sammelten sich und firmierten sich als „Hersteld Apostolische Zendinggemeente in de Eenheid der Apostelen“ (Erneuerte Apostolische Sendungsgemeinde in der Einheit der Apostel), welche erst später (1960) den internationalen Namen Neuapostolische Kirche annahm. Kofman wurde Apostel dieser Gemeinden.
Die HAZK (Gruppe um Van Bemmel) gab folgend die Broschüre „De ware oorzaak der scheuring“ (diese wurde auch auf Deutsch herausgegeben: „Die wahre Ursache der Spaltung“), worauf die HAZGEA (Gruppe um Kofman/Krebs/Niehaus) eine ebenfalls gedruckte Antwort herausgab: „Geen scheuring, doch afval“ (welche auch sowohl auf Niederländisch als auch auf Deutsch herausgegeben wurde: „Keine Spaltung, sondern Abfall“).
Diese Beschneidung des Prophetenamtes führte jedoch auch in den westfälischen Gemeinden der Apostolischen Zending zu Unruhen, in deren Folge der Prophet Hugo suspendiert wurde und sich mit etlichen Mitgliedern des Stammes trennte und sich der Alt-Apostolischen Gemeinde anschloss. Die Gemeindemitglieder unter van Bemmel bildeten von nun an die Hersteld Apostolische Zendingkerk.

### Entwicklungen unter Apostel Van Bemmel (1897–1925)
Unter Van Bemmel gerieten wichtige apostolische, unter Schwarz hochgehaltene, Prinzipien unter Druck. Kurz vor seinem Tod hatte Schwarz schriftlich niedergelegt, wie die korrekte Ordnung der Diener (Amtsträger) sein sollte. Er schrieb buchstäblich, dass die Überwachung und die Berechtigung in einem Stammes-Bereich dem Apostolat oblagen, alle Aufseher/Vorsteher/Bischöfe (Engel) der Gemeinden daran gebunden seien. Und weiter: „Der Apostel des Stammes ist der Engel der Torgemeinde. Er hat einen Engel-Helfer, welcher hierzu berufen wird. Der Engel-Helfer kann einen Helfer oder einen Ältesten zu dem Zweck haben, ihn im ‚Regieren‘ zu unterstützen. Schließlich können in jeder Gemeinde so viele Propheten, Evangelisten und Hirten hinzugefügt werden, wie notwendig sind.“ Schwartz beendete sein „Konzept“ mit der dringlichen Ansprache: „Diese Anordnung bleibt als Auftrag für den Stamm von Juda bestehen, gegeben dem Stamm vom Herrn Jesus Christus durch seinen Apostel.“
Durch ständige Konflikte mit dem Amsterdamer Amtsträgerkreis stur geworden, setzte sich Apostel Van Bemmel über geistige Gesetze hinweg. Er wollte nichts über erforderliche Berufungen neuer Diener hören. Er war der Auffassung, dass das Amt des Propheten unbiblisch war – der heilige Geist sich durch jedermann mit der Gabe der Prophetie offenbaren könne.
Prophetische Rufungen fand er nicht notwendig, Helfer und Amtsträger konnte er sich selbst ernennen. Ferner glaubte er nicht an die Wahl der Diakone durch die Gemeinde, auch diese ernannte er in der Folge selbst. So verschwanden in einer kurzen Zeit nicht nur die Ämter des Bischofs (Engel) und Ältesten, sondern auch die des Evangelisten und des Propheten. Ab 1903 kam es zu Spannungen und Auflehnung gegen Van Bemmel. 
Unterdessen tendierte Van Bemmel immer stärker zum Sabellianismus und ihn zu lehren, in dem die Dreieinigkeit Gottes verleugnet wird; das göttliche Wesen würde nicht aus drei unabhängigen Personen, sondern aus einer einzelnen Person bestehen. In den alten Zeiten hatte Gott sich als der Vater offenbart, nachher wurde er Mensch als Jesus durch Maria und schließlich bekannte er sich als der heilige Geist. 
Alle diese Abweichungen führten 1904 zu einer erneuten Trennung. Sein Schwiegervater, Hirte N. J. Verkruisen aus Haarlem, trennte sich mit seiner Gemeinde von ihm, Hirte Meijnders verließ Amsterdam, um sich mit Verkruisen zu verbinden, und Hirte T. Korff aus Enkhuizen schrieb einen scharfen, warnenden Brief. 1913 wurde der Bruch mit Haarlem geheilt, aber die Wiederherstellung der verschwundenen Ämter wurde nicht erwähnt. 
Van Bemmel hielt Rufungsgottesdienste, für die in Haarlem und Enkhuizen verstorbenen Verkruisen und Korff, aber weil er das Amt des Prophets als nicht notwendig betrachtete, ersetzte er dies durch ihn ernannte Diakone, welche die Gabe der Prophetie hatten, als „handelnde Propheten.“
Wegen des immer stärkeren internen Drucks hielt er 1920 einen Rufungsgottesdienst in Amsterdam ab, in dem durch den Mund der Diakone ein Hirte und ein Evangelist benannt wurden, und vermutlich zu seinem großen Erschrecken, auch ein Prophet. Die Wiederherstellung der Wahl der Diakone durch die Gemeinde erfolgte jedoch vorerst nicht.

### Entwicklungen unter Apostel Kalwij (1925–1968)
Am 21. Mai 1925 folgte dem am 26. Februar 1925 verstorbenen Van Bemmel der ursprünglich aus der Heilsarmee stammende Diakon-Evangelist J.G. Kalwij als Apostel. Schon nach sehr kurzer Zeit ergaben sich Probleme zwischen ihm und dem Evangelisten Verkruisen in Den Haag, welcher den demokratischen Ansatz proklamierte, Überwachung und Richtlinienkompetenz der Kirche sollten dem Rat der Priester und nicht dem Apostolat obliegen.
Nachdem er dafür 1929 von Kalwij suspendiert worden war, trennte er sich von der Gemeinde. Als 1931 in Haarlem J.W. Verkruisen seinem Vater als Hirte nachgerückt war, gab es dort kurz darauf einen Vorfall, als Verkruisen versuchte eine verstorbene Person in einem Gottesdienst wieder zum Leben zu erwecken. Nach seiner Suspendierung folgte er seinem Bruder, dem suspendierten Evangelisten aus Den Haag, dessen Meinung über die sogenannte „Gleichheit der Amtsträger“ er teilte, und trennte sich von der Gemeinde. Die Gemeinden in Vlissingen und in Australien folgten ihm. Sie nahmen den Namen „Hersteld Apostolische Zendinggemeente“ an (Erneuerte Apostolische Missionsgemeinde). 
Unter Apostel Kalwij (verstorben am 28. November 1946) und seinem Nachfolger Dielof W. Ossebaar, der am 15. Januar 1947 berufen wurde, erreichte die HAZK den Höhepunkt ihrer Entwicklung. Zu dieser Zeit bestand sie aus Gemeinden in Amsterdam, Enkhuizen, Haarlem, Arnhem, Wageningen, Den Haag, Utrecht, Amersfoort, Groningen und Zwolle und einigen in Deutschland, Österreich, Australien und in Südafrika. Auf ihrem Höhepunkt zählte sie zusammen ungefähr 2700 Mitglieder (Volkszählung 1947), welche von vier Aposteln geleitet wurden.

### Die Ereignisse von 1968/69
Im März 1968 wurde die Zahl der Apostel von vier auf sieben vergrößert, weshalb die Erwartung innerhalb der Gemeinschaft, dass eine Wiederbelebung unmittelbar bevorstehen würde, gerechtfertigt erschien. 

#### Aufruf zur Buße durch van der Poorten
Jedoch entwickelten sich die Dinge anders. Der Apostel Jacob van der Poorten, welcher kurz zuvor für England (sogenannter Stamm Ruben) gerufen wurde, rief prophetisch zu ernster Buße auf, welche einschloss, dass die HAZK zu ursprünglichen apostolischen Ordnungen zurückzukehren habe. Dies und die Verachtung des späteren Apostels Van Bemmel für das geistige Erbe von Schwartz bezüglich des Bischofsamtes (Engelamtes), welches Van Bemmel durch seine Vorstellung von der Ein-Mann-Leitung des Apostels zu ersetzen suchte, führte wieder zu starken Spannungen innerhalb der HAZK. 
Oppositionelle Auffassungen wurden laut, unter anderem vom Amsterdamer Prophet H. M. van Bemmel (Enkel des Apostels van Bemmel). Diesen wurde jedoch von den Anhängern eines „starken“ Apostolats vorgeworfen, die biblischen Anordnungen zu verletzen, indem sie das Amt des Apostels seiner Berechtigung beraubten, da sie die Kirchenleitung einem allgemeinen Rat der Priester unterordnen wollten.

#### Streit um die Konsekrationsformel
Bereits vom Anfang der Tätigkeit (1947) des Apostels Ossebaar an kam es zu Spannungen zwischen ihm und dem Propheten van Bemmel. Als der Apostolat die von ihm favorisierten „Einsetzungsworte“ (Konsekration) verboten hatte, welche von der Prophet van Bemmel bevorzugt wurden, und stattdessen ausdrucksstark die „Einsetzungsworte“ der katholisch-apostolischen Mutterkirche vorschrieben, wuchs sein Widerwille gegen den Apostolat.
Die „Einsetzungsworte“ des nunmehr verbotenen Segnens waren: „Wir segnen dieses Brot in den sakramentalen Leib und diesen Wein in das sakramentale Blut unseres Herrn Jesus Christus …“
Van Bemmel hatte ausdrücklich mündlich und schriftlich erklärt, dass dem Aussprechen der Wörter „segnen in/zu“ die Bedeutung inneliege, dass der Priester selbst Brot und Wein im sakramentalen Sinn zu Fleisch und in Blut bildete. Durch die Ablehnung dieser Einsetzungsworte war er so verbittert, dass er erwogen hatte, sich zu trennen. Er erklärte sogar, dass wegen des Abschaffens seiner „Einsetzungsworte“ die HAZK unter dem Bann war und mit satanischen Prophezeiungen bestraft werden würde.

#### Streit um das Eingreifen in Aufgaben des Propheten
Nunmehr zum Gegenspieler der apostolischen Autorität geworden, erhob van Bemmel Einwände gegen die Prophetie von Apostel van der Poorten und erklärte, dass hierdurch das Amt des Propheten verletzt worden war. Als van der Poorten Anfang 1969 bewegt wurde Berufungen für den diakonalen Dienst auszusprechen, verlangte van Bemmel Widerstand: Diakone sollten von der Gemeinde gewählt werden, prophetische Berufungen wären unbiblisch. Außerdem seien nur Propheten autorisiert, Berufungen vorzunehmen. Kurze Zeit zuvor hatte er selbst jedoch noch die Wiederherstellung des Amtes des Unterdiakonen abgelehnt und eine vorgeschlagene Diakonen-Wahl verhindert.

#### Offener Konflikt ab Pfingsten 1969
Als van der Poorten an Pfingsten 1969 bewegt wurde, die Berufungen für die vakanten Ämter des Ältesten und des Engels prophetisch vorzunehmen, brach der Konflikt offen aus. Van Bemmel und eine Anzahl von Verfechtern beschuldigten ihn, dass er unter dem „teuflischen Einfluss“ stünde; der Teufel wolle das „geistige Vermächtnis von Schwarz“ verletzen. Er wolle auch das Schwarzsche Erbe zerstören, in dem er die liturgischen Dienste der katholisch-apostolischen Muttergemeinde wiederherzustellen versuchte, welche Schwarz abgeschafft hatte. Van Bemmel selbst stand insbesondere der katholisch-apostolischen Liturgie sehr kritisch gegenüber. Van der Poorten hatte 1965 ein Buch über die katholisch-apostolischen Gemeinden geschrieben und war dieser Thematik vertraut, war aber damals ebenfalls mit Vielem der britischen Liturgie nicht einverstanden.
Bald zeichnete sich seitens der Anhänger van Bemmels eine Spaltung ab. Während tumultartiger Sitzungen waren sie vollständig unkooperativ. Obgleich es anhand etlicher Schriften dokumentiert wurde, dass „apostolische Prophetien“ in der vollen Übereinstimmung mit der Heiligen Schrift und dem geistigen Gesetz von Schwarz war, verschlossen sie ihre Ohren und schrieen, dass sie das nicht interessieren würde. Weil die apostolischen Prophetien häufig Hinweise zum Alten Testament und zur mosaischen Stiftshütte aufwiesen, wurde vorgebracht, sie würden sich nicht dafür interessieren, dasselbe betreffe auch den Hebräerbrief und die Offenbarung, in welchen mit Schwerpunkt über die Stiftshütte gesprochen werde.

#### Sitzung im September 1969
Während der einer Sitzung im September 1969 kam es zur endgültigen Spaltung. Bedeutungsschwer setzte der Haarlemer Hirte Rijnders, dem Apostel Ossebaar ein Ultimatum: Die Prophetien des Apostels van der Poorten müssen als satanisch zurückgewiesen werden, und er sowie die anderen „Apostel“, die für andere ausländische Länder gerufen worden, sollten die Niederlande verlassen. 
Unter Zunahme des Protestes des Plenums gegen diese Forderung und nach Einverständnis der Mehrheit der Versammlung Ossebaar das Ultimatum zurückwies, standen die Anhänger van Bemmels auf und verließen die Versammlung fluchend.
Auf Drängen des Amtskörpers von Arnhem wurde im November ein Versuch unternommen, die Spaltung zu heilen. Diese Sitzung führte zu keiner Einigung und es kam zur Spaltung der Gemeinschaft. Die Gemeinden von Haarlem, Utrecht, Amersfoort und Wageningen stellten sich unter die Führung von van Bemmel. Auch einige Mitglieder aus Amsterdam und aus Den Haag schlossen sich ihnen an. Diese Gemeinschaft beanspruchte für sich ebenso den Namen „Hersteld Apostolische Zendingkerk“; diese wird oftmals zur Unterscheidung von ihrem Ursprung als Hersteld Apostolische Zendingkerk II betitelt.
Die HAZK unter Apostel Ossebaar nannte sich nach dem Fortgang van Bemmels zur Abgrenzung davon „Hersteld Apostolische Zendingkerk – Stam Juda“.
1969 trennte sich ein unter der Leitung des Propheten van Bemmel ein Teil der Mitglieder und Amtsträger von der Hersteld Apostolische Zendingkerk. Ursache der Spaltung waren einerseits Auseinandersetzungen um die liturgischen Formulierungen für die Absolution und die Konsekration in der ersten Hälfte der 1960er Jahre. Ferner führte die Stellung des Apostels J. van der Poorten und seine Auffassung von der Ausübung prophetischer Gaben durch den Apostel zu schweren Spannungen innerhalb der HAZK. Tiefere Ursache der Spaltung war jedoch ein jahrzehntelang schwelender Streit um die Kompetenzen und das kirchliche Gewicht der Apostel einerseits und die der Propheten andererseits. Die Strömung innerhalb der (alten) HAZK, die ein tendenziell eher stärkeres, dem Apostel gleichgestelltes Prophetenamt bevorzugten, lösten sich und firmierten sich zum Jahreswechsel 1969/1970 in dieser (neuen) HAZK. 1970 wurde Jasper Schaap durch den Propheten van Bemmel zum Apostel gerufen. Nach seinem Tod 1980 wurde H.F. Rijnders sein Nachfolger.